# Ridotta di Magonza
La ridotta di Magonza (Reduit von Mainz) è una fortificazione della fortezza di Magonza costruita tra il 1830 e il 1834 su progetto del genio militare austriaco, sulla base di un piano del generale del genio Franz Scholl. È intitolato alla frazione di Mainz-Kastel (ovvero il castello).

## Struttura e architettura

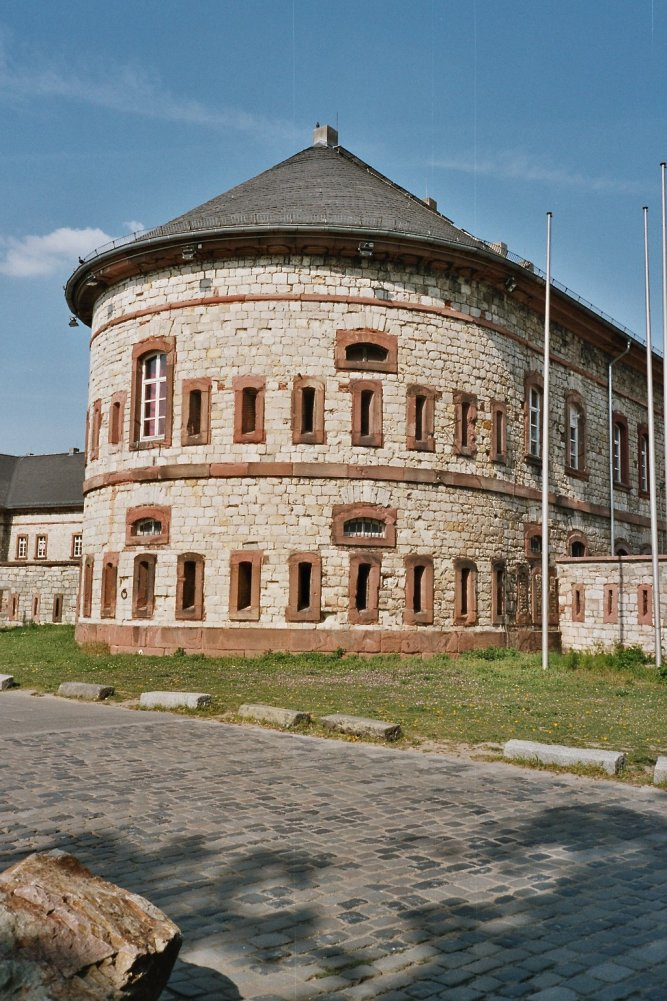
Vista dal Reno del forte

Si tratta di una grande fortezza a tracciato poligonale con un ridotto centrale. Il forte è situato sul banco del fiume Reno, presso di ponte centrale di Magonza, Theodor-Heuss-Brücke, collocato sulla Via Regia per Lipsia.
La ridotta è stata costruita su 1.800 pali di quercia. Si tratta di un edificio principale a due piani, con altri edifici adiacenti. Al centro del forte si eleva, su due piani e con copertura di una casamattata, il ridotto a corpo lineare, piegato sul tracciato a lunetta, con raccordi d'angolo arrotondati. Sull'angolo interno del ridotto, nel mezzo, sporge verso il cortile il corpo su pianta trapezoidale che contiene la scala e i servizi igienici. Sui due piani, nei locali a volta, sono disposti i ricoveri per la numerosa guarnigione e le varie funzioni logistiche, che rendevano l'opera autosufficiente.
Il fronte principale del ridotto è ordinato per la difesa, su ogni piano, con galleria perimetrale a feritoie per fucilieri. Sul fronte secondario, concavo, il cortile è chiuso da un muro rettilineo di sicurezza. Nel mezzo, ai lati del passaggio, altri due muri paralleli si collegano alle casematte del fronte di gola, delimitando un ulteriore compartimento di sicurezza.